# Deficiencia de glucosa-6-fosfato deshidrogenasa
La deficiencia de glucosa-6-fosfato deshidrogenasa, conocida también como favismo, es la deficiencia enzimática más común en el mundo caracterizada por disminución de la actividad de la enzima glucosa-6-fosfato deshidrogenasa en los eritrocitos. Es probable que más de 400 millones de personas en el mundo están afectadas por deficiencia de esta enzima.

## Causas
La deficiencia de glucosa-6-fosfato deshidrogenasa es una enfermedad hereditaria ligada al cromosoma X. 
La deficiencia de G6PD es transmitida por madres que llevan una copia del gen en uno de sus cromosomas X a la mitad de sus hijos; los hijos varones estarán afectados (al carecer de una segunda copia), y las hijas que reciben el gen son portadoras.

## Patogenia
Al reducir la potencia antioxidante intracelular de NADPH, producto de la función de la enzima glucosa-6-fosfato deshidrogenasa (enzima esencial en la ruta de las pentosas fosfato), la hemoglobina se oxida y desnaturaliza, y la vida media de los glóbulos rojos disminuye, ocasionando anemia hemolítica. 
La fiebre y ciertos medicamentos con efecto oxidante, incluyendo la aspirina, pueden activar una crisis hemolítica en estos pacientes. Otros medicamentos a evitar son los compuestos contra la malaria (primaquina), las quinolonas y las sulfonamidas.
La enfermedad puede desencadenar una crisis hemolítica severa al comer habas, efecto por el cual se le da el nombre de favismo. Las habas contienen compuestos altamente oxidantes como la vicina. Los eritrocitos, al no poseer maquinaria para generar poder reductor, se lisan. La destrucción acelerada por el bazo de los eritrocitos afectados ofrece una resistencia real en contra de la malaria, similar al efecto de la anemia drepanocítica. Este fenómeno puede dar lugar a una ventaja adaptativa en portadores de esta deficiencia, lo que explicaría su alta prevalencia.
En estos pacientes, el ejercicio excesivo puede generar hemólisis por las mismas causas planteadas anteriormente

## Síntomas
El cuadro clínico puede variar de una persona asintomática (portadoras) a presentar síntomas de anemia, incluyendo: palidez, debilidad, fiebre, mareos, orina de color oscuro, taquicardia e ictericia.
Además estos pacientes no pueden utilizar Nitrofurantoina, Sulfonamidas.

## Tratamiento
No existe un tratamiento para la enfermedad. Se recomienda al paciente evitar consumir alimentos relacionados con el desarrollo de la sintomatología (habas, por ejemplo), así como también medicamentos que precipiten la hemólisis (primaquina, dapsona, sulfamidas, fenacetina, etc.) En caso de presentarse una anemia grave se realiza transfusión de sangre, pueden ser varias, hasta estabilizar al paciente. Por lo general si el paciente tiene cuidado en su alimentación no se presenta ningún problema, pudiendo llevar una vida normal.